# Spoorlijn Sindères - Lit-et-Mixe
De spoorlijn Sindères - Lit-et-Mixe was een spoorlijn van Sindères naar Lit-et-Mixe in het Franse departement Landes. De lijn was 27,6 km lang.

## Geschiedenis
Het eerste gedeelte van de lijn, tussen Sindères en Uza werd geopend door de Societé des chemins de fer d'intérêt local du département des Landes op 21 juli 1889. In 1906 ging de concessie over naar de Société des chemins de fer du Born et du Marensin, deze maatschappij opende de lijn tot Lit-et-Mixe op 6 juli 1908.
Personenvervoer werd definitief opgeheven op 31 december 1949, goederenvervoer was er tot 1 juli 1969.

## Aansluitingen
In de volgende plaats was er een aansluiting op de volgende spoorlijn:
Sindères
lijn tussen Morcenx en Saint-Julien-en-Born